# アベニューU駅 (INDカルバー線)
アベニューU駅（Avenue U）はブルックリン区グレーブセンドのアベニューUとマクドナルド・アベニュー交差点に位置するニューヨーク市地下鉄INDカルバー線の駅である。F系統が終日停車する。

## 駅構造
| P ホーム階 | 相対式ホーム、右側ドアが開く | 相対式ホーム、右側ドアが開く                                            |
| P ホーム階 | 北行緩行線                   | ← ジャマイカ-179丁目駅行き（キングス・ハイウェイ駅）                    |
| P ホーム階 | 混雑方向 急行線              | → 定期列車なし                                                          |
| P ホーム階 | 南行緩行線                   | → コニー・アイランド-スティルウェル・アベニュー駅行き（アベニューX駅）→ |
| P ホーム階 | 相対式ホーム、右側ドアが開く |                                                                         |
| M          | 改札階                       | 改札口、駅員詰所、メトロカード自動券売機                                |
| G          | 地上階                       | 出入口                                                                  |

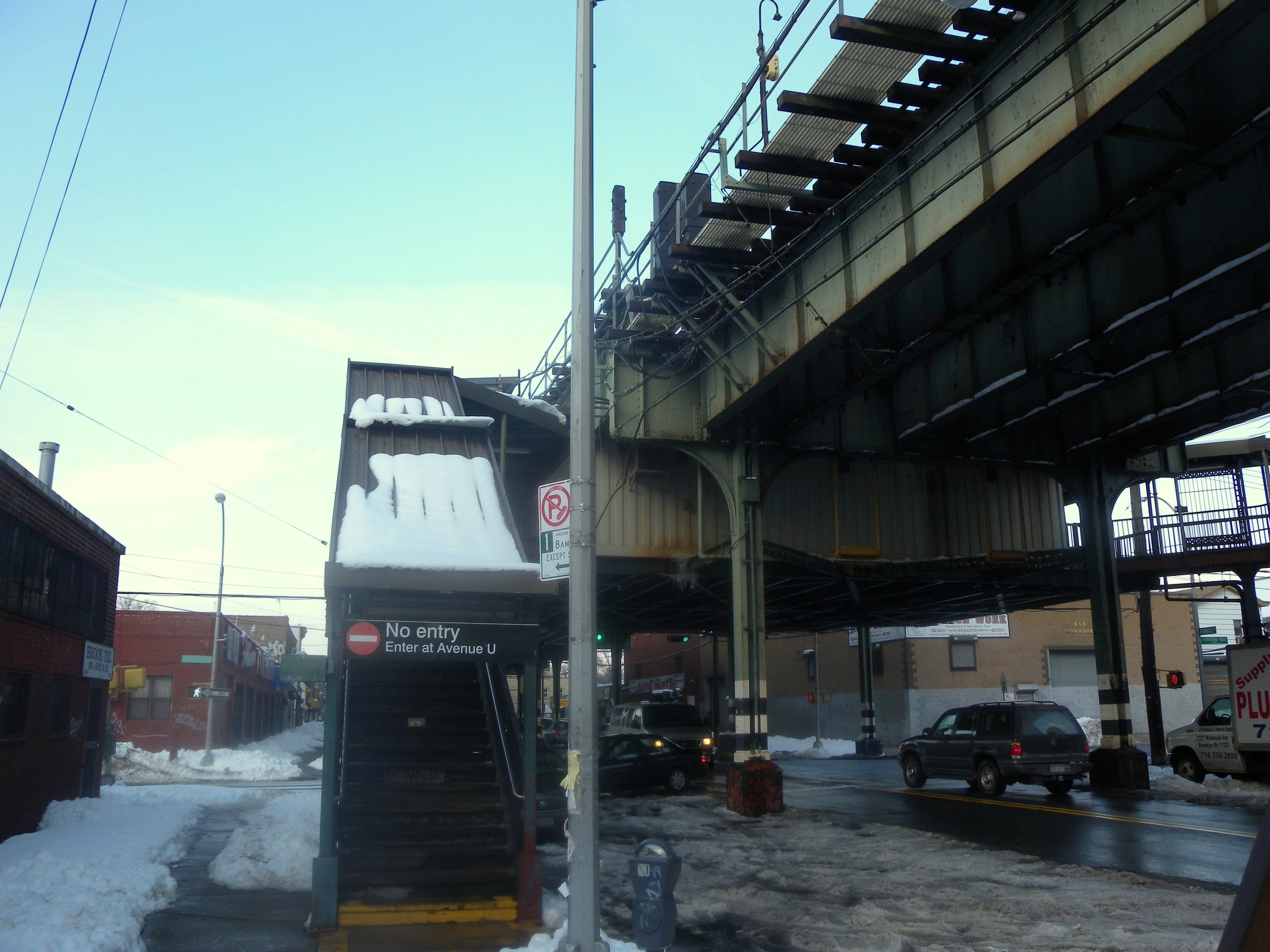
出口専用階段

駅は相対式ホーム2面3線の高架駅で中央に定期の営業列車は走らない。駅は南行ホームが2016年6月7日から2017年5月8日まで、北行ホームが2017年5月22日から2018年7月30日まで改装されている。

### 出入口
改札は2か所、地上への階段は4つある。終日開いている北側改札からはアベニューUとマクドナルド・アベニュー交差点北側に階段が2つ接続している。南側の無人改札からはグレーブセンド・ネック・ロードへの階段が接続している。南行ホームからは西側、北行ホームからは東側へ出ているが、こちらの改札はホーム間連絡通路を兼ねておらず南行ホーム接続の改札は出口専用となっている。